# Marchantiaceae
Famille
Les Marchantiaceae sont une famille d'hépatiques de l'ordre des Marchantiales. Elle contient un seul genre Marchantia.

## Caractéristiques
La structure du thalle est similaire à celle d'une feuille bifaciale. Il existe une couche cellulaire supérieure recouverte de pores respiratoires, sous les cavités respiratoires, un parenchyme d'assimilation et une couche cellulaire inférieure recouverte de rhizoïdes et souvent aussi d'écailles ventrales. Les deux structures servent à absorber l’eau. Les pores respiratoires sont utilisés pour les échanges gazeux entre le thalle et l'atmosphère. Ils peuvent être conçus comme de simples ouvertures ou représenter une structure en forme de tonneau. Si les cellules perdent leur turgescence en raison de la perte d'eau, le fût s'effondre et ferme l'ouverture, réduisant ainsi la perte d'eau supplémentaire (voir stomates des plantes vasculaires).
La multiplication végétative est connue de certains représentants. Marchantia forme des coupes à couvain rondes sur la surface supérieure du thalle. Les corps de couvain se forment dans les coupelles et sont emportés par la pluie.
Les organes sexuels sont généralement formés séparément sur des structures en forme de parapluie (gamétangiophores), dont la hauteur varie de sessile à 10 cm. Les anthéridies sont formées sur la face supérieure des anthéridiophores en forme de disque, les archégones sur la face inférieure des archégoniophores en forme de parapluie. Pour la fécondation, il est nécessaire que les spermatozoïdes soient transportés des anthéridiophores vers les archégoniophores par la pluie.
Le sporogone est pratiquement sessile et très petit. Chez Marchantia, il est situé sous l'archégoniophore et s'ouvre avec des fissures longitudinales.

## Genres dans les Marchantiaceae
Jusqu'à récemment, trois genres étaient inclus dans les Marchantiaceae, :
- Bucegia Radian 1903
- Marchantia Linnaeus 1753
- Preissia Corda 1829 non Opiz 1852

Cependant, les genres Bucegia et Preissia ont depuis été fusionnés dans Marchantia, ne laissant qu'un seul genre dans la famille.
Un certain nombre de genres supplémentaires ont été déplacés vers d'autres familles :
- Asterella, maintenant dans la famille des Aytoniaceae
- Conocephalum, maintenant dans la famille des Conocephalaceae
- Dumortiera, maintenant dans la famille des Dumortieraceae
- Lunularia, maintenant dans la famille des Lunulariaceae
- Reboulia, maintenant dans la famille des Aytoniaceae
- Neohodgsonia, maintenant dans la famille des Neohodgsoniaceae

## Littérature
- Jan-Peter Frahm: Biologie der Moose. Spektrum Akademischer Verlag, Heidelberg und Berlin 2001,  (ISBN 3-8274-0164-X)
- Jan-Peter Frahm, Wolfgang Frey, J. Döring: Moosflora. 4., neu bearbeitete und erweiterte Auflage (UTB für Wissenschaft, Band 1250). Ulmer, Stuttgart 2004,  (ISBN 3-8001-2772-5) (Ulmer) &  (ISBN 3-8252-1250-5) (UTB)